# Declínio do gelo marinho no Ártico
O gelo marinho na região do Ártico tem diminuído nas últimas décadas, tanto em área quanto em volume, devido às mudanças climáticas. Ele tem derretido mais no verão do que se recompõe no inverno. O aquecimento global, impulsionado pelo forçamento de gases de efeito estufa, é o principal responsável por esta redução. O declínio do gelo marinho no Ártico acelerou-se no início do século XXI, com uma taxa de redução de 4,7% por década — uma perda superior a 50% em relação aos primeiros registros por satélite. É provável que o gelo marinho de verão deixe de existir em algum momento do século XXI.
A região está em seu período mais quente em pelo menos 4 000 anos. Além disso, a temporada de derretimento em todo o Ártico tem se prolongado a uma taxa de cinco dias por década (de 1979 a 2013), especialmente devido a um congelamento mais tardio no outono. O Sexto Relatório de Avaliação do IPCC (2021) afirmou que a área de gelo marinho no Ártico provavelmente cairá abaixo de 1 milhão de km² em pelo menos alguns setembros antes de 2050.:1249 Em setembro de 2020, o Centro Nacional de Dados de Neve e Gelo dos EUA relatou que o gelo marinho no Ártico derreteu até uma extensão de 3,74 milhões de km², a segunda menor desde o início dos registros em 1979. Entre 1994 e 2017, a Terra perdeu 28 trilhões de toneladas de gelo, sendo o gelo marinho do Ártico responsável por 7,6 trilhões dessa perda, com a taxa de derretimento aumentando 57% desde os anos 1990.
A perda de gelo marinho é um dos principais fatores da amplificação ártica, fenômeno em que o Ártico aquece mais rápido que o resto do mundo sob as mudanças climáticas. É plausível que o declínio do gelo marinho também enfraqueça a corrente de jato, o que pode levar a condições climáticas mais persistentes e extremas nas médias latitudes. A navegação no Ártico está se tornando mais viável e provavelmente aumentará ainda mais. Tanto o desaparecimento do gelo marinho quanto o aumento da atividade humana no Oceano Ártico representam riscos à fauna local, como os ursos polares.
Um aspecto importante para entender o declínio do gelo marinho é a anomalia do dipolo ártico [en]. Este fenômeno parece ter desacelerado a perda geral de gelo entre 2007 e 2021, mas essa tendência provavelmente não persistirá.

## Definições

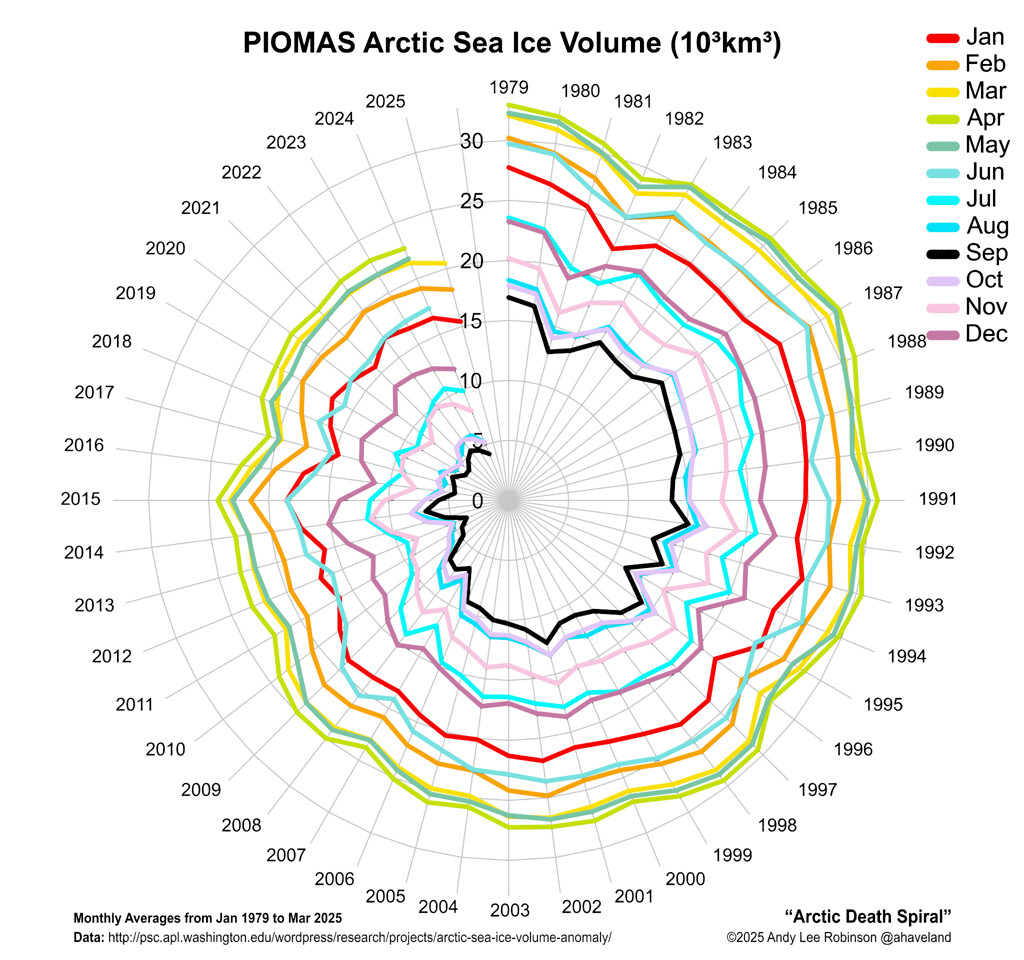
Médias mensais de 1979 a 2021. Fonte de dados: Polar Science Center (Universidade de Washington).

O Oceano Ártico é a massa de água localizada aproximadamente acima da latitude 65° N. O gelo marinho ártico [en] refere-se à área do Oceano Ártico coberta por gelo. O mínimo de gelo marinho ártico é o dia em um determinado ano em que o gelo marinho atinge sua menor extensão, geralmente no final da temporada de derretimento de verão, em setembro. O máximo de gelo marinho ártico é o dia do ano em que o gelo atinge sua maior extensão, próximo ao fim da estação fria ártica, geralmente em março. As visualizações típicas de dados sobre o gelo marinho ártico incluem medições mensais médias ou gráficos da extensão mínima ou máxima anual, como mostrado nas imagens ao lado.
A extensão do gelo marinho é definida como a área com pelo menos 15% de cobertura de gelo; é uma métrica mais utilizada do que a simples área total de gelo marinho. Essa métrica ajuda a lidar com a incerteza na distinção entre água do mar aberta e água derretida sobre gelo sólido, algo que os métodos de detecção por satélite têm dificuldade em diferenciar, especialmente nos meses de verão.

## Observações

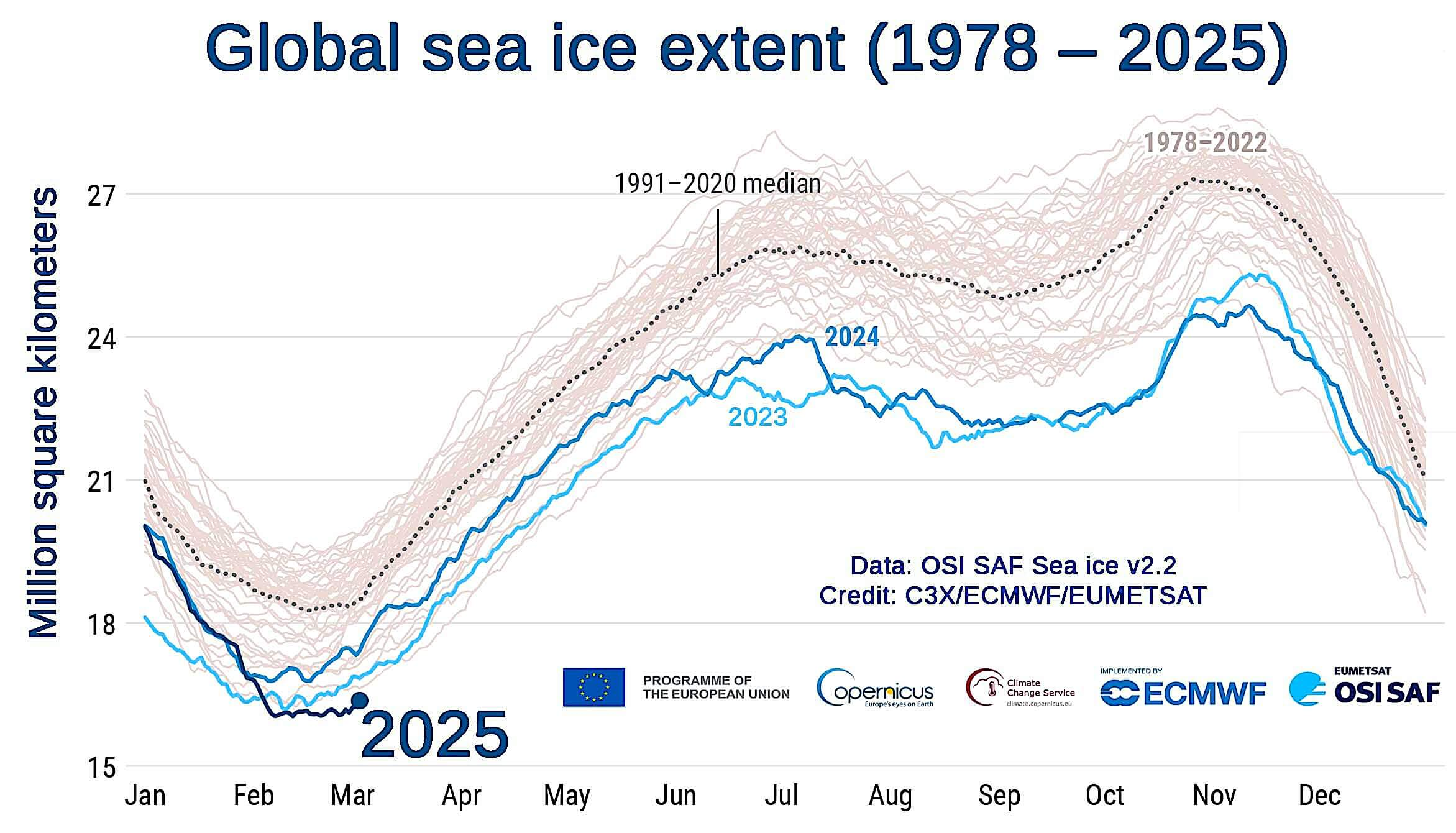
Extensão global do gelo marinho, que combina as extensões de gelo nas regiões polares, atingiu um novo mínimo histórico em fevereiro de 2025.

Um estudo de 2007 concluiu que o declínio estava ocorrendo "mais rápido do que previsto" por simulações de modelos. Um estudo de 2011 sugeriu que isto poderia ser devido à variabilidade interna, que amplificou o declínio do gelo marinho induzido por gases de efeito estufa nas últimas décadas. Outro estudo de 2012, com um conjunto mais recente de simulações, também projetou taxas de recuo ligeiramente menores do que as observadas de fato.

### Era dos satélites
Observações por satélite mostram que a área, extensão e volume do gelo marinho ártico estão em declínio há algumas décadas. A quantidade de gelo plurianual no Ártico diminuiu consideravelmente nas últimas décadas. Em 1988, o gelo com pelo menos 4 anos representava 26% do gelo marinho ártico; em 2013, essa proporção caiu para apenas 7%.
Recentemente, cientistas mediram ondas de cinco metros de altura [en] durante uma tempestade no Mar de Beaufort entre meados de agosto e final de outubro de 2012. Esse é um fenômeno novo para a região, já que a cobertura permanente de gelo marinho normalmente impedia a formação de ondas. A ação das ondas fragmenta o gelo, podendo se tornar um mecanismo de feedback que acelera o declínio do gelo marinho.
Em janeiro de 2016, dados baseados em satélites registraram a menor extensão de gelo marinho ártico para o mês desde o início dos registros em 1979. Bob Henson, do Wunderground, observou:
Junto com a escassa cobertura de gelo, as temperaturas no Ártico foram extraordinariamente altas para o meio do inverno. Pouco antes do Ano Novo, uma massa de ar quente elevou as temperaturas acima do ponto de congelamento a menos de 200 milhas do Polo Norte. Este pulso quente dissipou-se rapidamente, mas foi seguido por uma série de ciclones intensos do Atlântico Norte que enviaram ar muito quente em direção ao polo, coincidindo com uma oscilação ártica [en] fortemente negativa nas primeiras três semanas do mês.
A transição notável da oscilação ártica em janeiro de 2016 foi impulsionada por um aquecimento troposférico rápido no Ártico, um padrão que parece ter aumentado, superando o chamado aquecimento súbito estratosférico [en]. O recorde anterior de menor extensão do Oceano Ártico coberto por gelo, em 2012, foi de 3,387 milhões de quilômetros quadrados. Isso superou o recorde anterior de 18 de setembro de 2007, com 4,16 milhões de quilômetros quadrados. Em 18 de setembro de 2019, a extensão mínima foi de 4,153 milhões de quilômetros quadrados.
Um estudo de 2018 sobre a espessura do gelo marinho constatou uma redução de 66% (ou 2 metros) nas últimas seis décadas e uma mudança de gelo permanente para uma cobertura predominantemente sazonal.

Visualização da extensão do gelo marinho em 2018

#### Dados anteriores
A tendência geral indicada no registro de micro-ondas passivas de 1978 até meados de 1995 mostra que a extensão do gelo marinho ártico [en] está diminuindo 2,7% por década. Trabalhos subsequentes com dados de micro-ondas passivas por satélite indicam que, de outubro de 1978 até o final de 1996, a extensão do gelo marinho no Ártico diminuiu 2,9% por década. A extensão do gelo marinho no Hemisfério Norte apresentou uma redução de 3,8% ± 0,3% por década entre novembro de 1978 e dezembro de 2012.

## Perda futura de gelo
Um Oceano Ártico "livre de gelo", às vezes chamado de "evento oceano azul" (BOE), é frequentemente definido como "ter menos de 1 milhão de quilômetros quadrados de gelo marinho", devido à dificuldade de derreter o gelo espesso ao redor do Arquipélago Ártico Canadense. O IPCC AR5 define "condições quase livres de gelo" como uma extensão de gelo marinho inferior a 10⁶ km² por pelo menos cinco anos consecutivos.
Estimar o ano exato em que o Oceano Ártico ficará "livre de gelo" é muito difícil devido ao grande papel da variabilidade interanual nas tendências do gelo marinho. Em Overland e Wang (2013), os autores investigaram três métodos diferentes para prever os níveis futuros de gelo. Eles observaram que a média de todos os modelos usados em 2013 estava décadas atrás das observações, e apenas o subconjunto de modelos com a maior perda de gelo conseguia acompanhar as observações. No entanto, alertaram que não há garantia de que esses modelos continuarão a corresponder às observações, e assim sua estimativa de condições livres de gelo aparecendo pela primeira vez na década de 2040 pode estar equivocada. Eles defenderam o uso de julgamento especializado além dos modelos para prever eventos de um Ártico livre de gelo, mas notaram que isso também pode ser feito de duas maneiras: extrapolando diretamente as tendências de perda de gelo (o que sugeriria um Ártico livre de gelo em 2020) ou assumindo uma tendência de declínio mais lenta, pontuada por temporadas ocasionais de "grande derretimento" (como as de 2007 e 2012), o que adiaria a data para 2028 ou até os anos 2030, dependendo das suposições iniciais sobre o momento e a extensão do próximo "grande derretimento". Consequentemente, há um histórico recente de projeções concorrentes entre modelos climáticos e especialistas individuais.

### Modelos climáticos

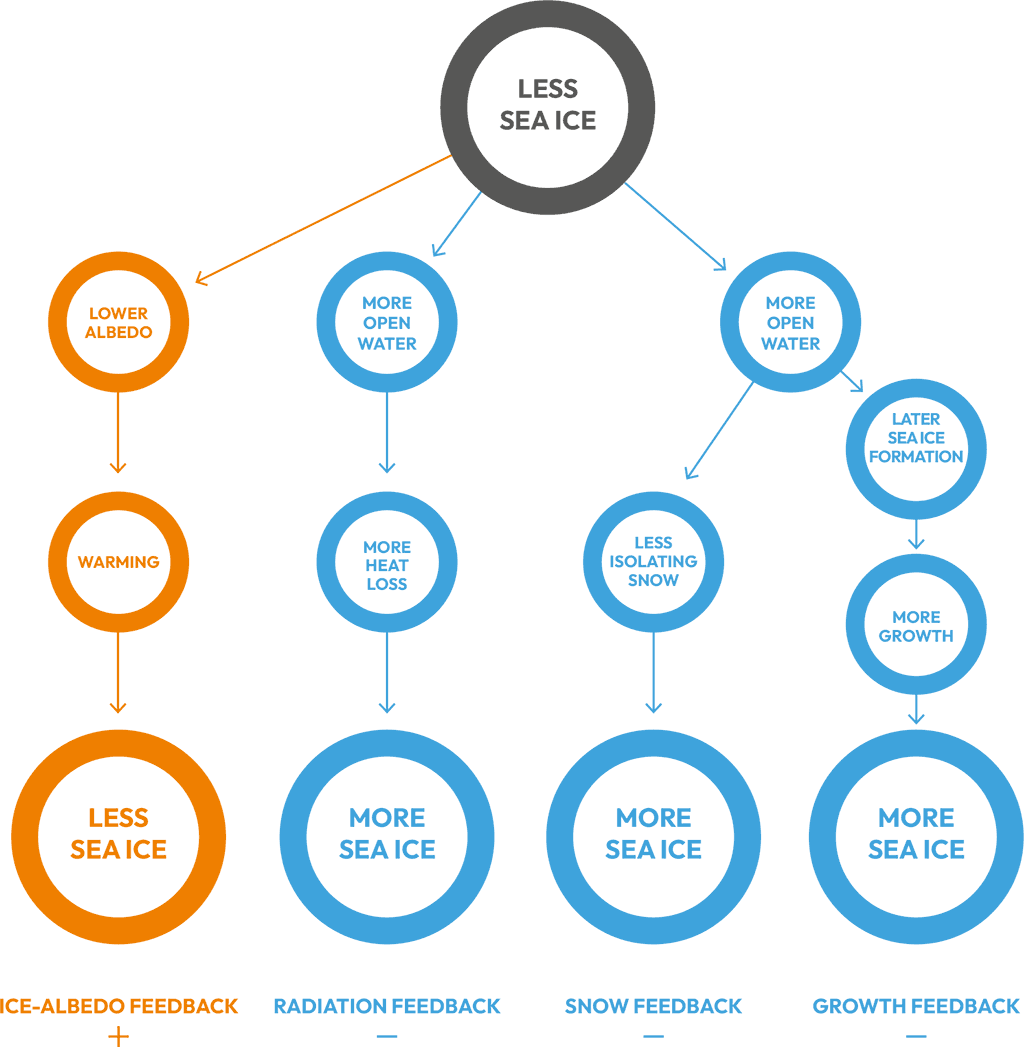
Alguns dos principais feedbacks relacionados à perda de gelo marinho no Ártico.

Um artigo de 2006 examinou projeções do Community Climate System Model [en] e previu "condições quase livres de gelo em setembro até 2040".
Um artigo de 2009 de Muyin Wang e James E. Overland aplicou restrições observacionais às projeções de seis modelos climáticos CMIP3 e estimou um Oceano Ártico quase livre de gelo por volta de setembro de 2037, com a possibilidade de ocorrer já em 2028. Em 2012, essa dupla repetiu o exercício com modelos CMIP5 e descobriu que, sob o cenário de maior emissão do CMIP5, Caminho de Concentração Representativa [en] 8.5, o primeiro setembro livre de gelo ocorre entre 14 e 36 anos após o ano base de 2007, com uma mediana de 28 anos (ou seja, por volta de 2035).
Em 2009, um estudo usando 18 modelos climáticos CMIP3 concluiu que eles projetam um Ártico livre de gelo pouco antes de 2100 sob um cenário de emissões médias de gases de efeito estufa. Em 2012, uma equipe diferente usou modelos CMIP5 e seu cenário de emissão moderada, RCP 4.5 (que representa emissões um pouco menores que o cenário do CMIP3), e descobriu que, embora a estimativa média evite um Ártico livre de gelo antes do fim do século, condições livres de gelo em 2045 estavam dentro de um desvio padrão da média.
Em 2013, um estudo comparou projeções do subconjunto de modelos CMIP5 com melhor desempenho com a saída de todos os 30 modelos após serem ajustados pelas condições históricas de gelo, encontrando boa concordância entre essas abordagens. Juntas, projetaram um setembro livre de gelo entre 2054 e 2058 sob o RCP 8.5, enquanto sob o RCP 4.5, o gelo ártico se aproxima do limiar livre de gelo na década de 2060, mas não o ultrapassa até o fim do século, mantendo uma extensão de 1,7 milhão de km².
Em 2014, o Quinto Relatório de Avaliação do IPCC indicou um risco de verão livre de gelo por volta de 2050 sob o cenário de emissões mais altas possíveis.
A Terceira Avaliação Nacional do Clima dos EUA [en] (NCA), publicada em 6 de maio de 2014, relatou que o Oceano Ártico deve ficar livre de gelo no verão antes da metade do século. Modelos que melhor correspondem às tendências históricas projetam um Ártico quase livre de gelo no verão até os anos 2030.
Em 2021, o Sexto Relatório de Avaliação do IPCC avaliou que há "alta confiança" de que o Oceano Ártico ficará praticamente livre de gelo em setembro antes de 2050 sob todos os cenários SSP.:1247–1251
Um artigo publicado em 2021 mostra que os modelos CMIP6 que melhor simulam as tendências do gelo marinho ártico projetam as primeiras condições livres de gelo por volta de 2035 sob o SSP5-8.5, o cenário de emissões de gases de efeito estufa em constante aceleração.
Ao ponderar várias projeções do CMIP6, o primeiro ano de um Ártico livre de gelo provavelmente ocorrerá entre 2040 e 2072 sob o cenário SSP3-7.0.

## Impactos no ambiente físico

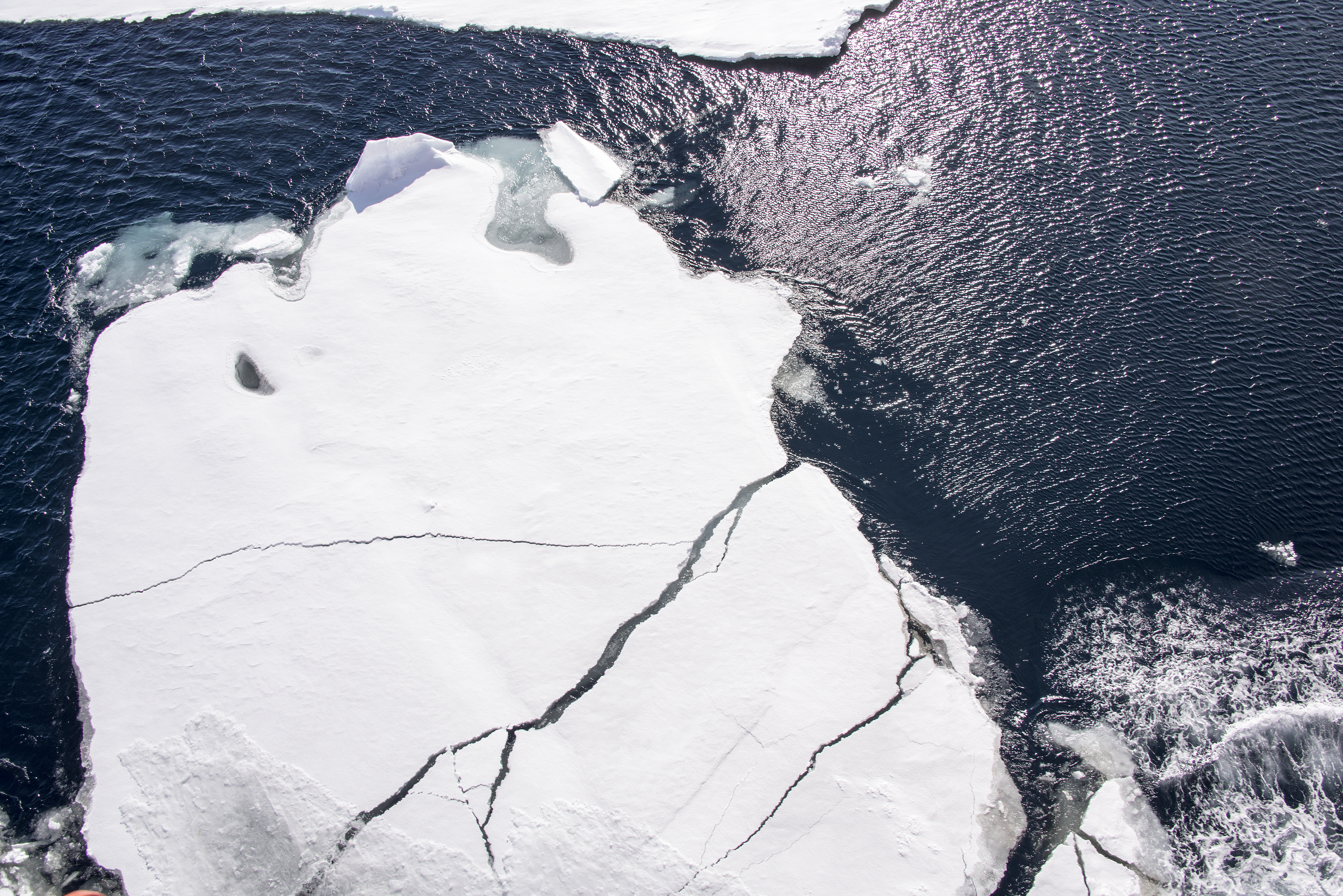
A superfície escura do oceano reflete apenas 6% da radiação solar incidente, enquanto o gelo marinho reflete de 50% a 70%.

### Mudanças climáticas globais
O gelo marinho ártico ajuda a manter as temperaturas frias das regiões polares e tem um importante efeito albedo no clima. Sua superfície brilhante reflete a luz solar durante o verão ártico; a superfície escura do oceano exposta pelo derretimento absorve mais luz solar e aquece, aumentando o conteúdo de calor oceânico total e contribuindo para mais perda de gelo durante a temporada de derretimento, além de possivelmente atrasar sua recuperação durante a noite polar. Estima-se que o declínio do gelo ártico entre 1979 e 2011 tenha sido responsável por tanto forçamento radiativo quanto um quarto das emissões de CO2 no mesmo período, o que equivale a cerca de 10% do aumento acumulado de CO2 desde o início da Revolução Industrial. Comparado a outros gases de efeito estufa, teve o mesmo impacto que o aumento acumulado de óxido nitroso e quase metade do aumento acumulado nas concentrações de metano.
O efeito do declínio do gelo marinho ártico no aquecimento global se intensificará no futuro à medida que mais gelo for perdido. Este feedback foi considerada por todos os modelos CMIP5 e CMIP6, e está incluído em todas as projeções de aquecimento que eles fazem, como o aquecimento estimado até 2100 sob cada Caminho de Concentração Representativa [en] e Caminho Socioeconômico Compartilhado. Eles também conseguem resolver efeitos de segunda ordem da perda de gelo, como o impacto no feedback do gradiente adiabático, as mudanças nas concentrações de vapor d'água e feedbacks regionais de nuvens.

### Verão livre de geloversusinverno livre de gelo

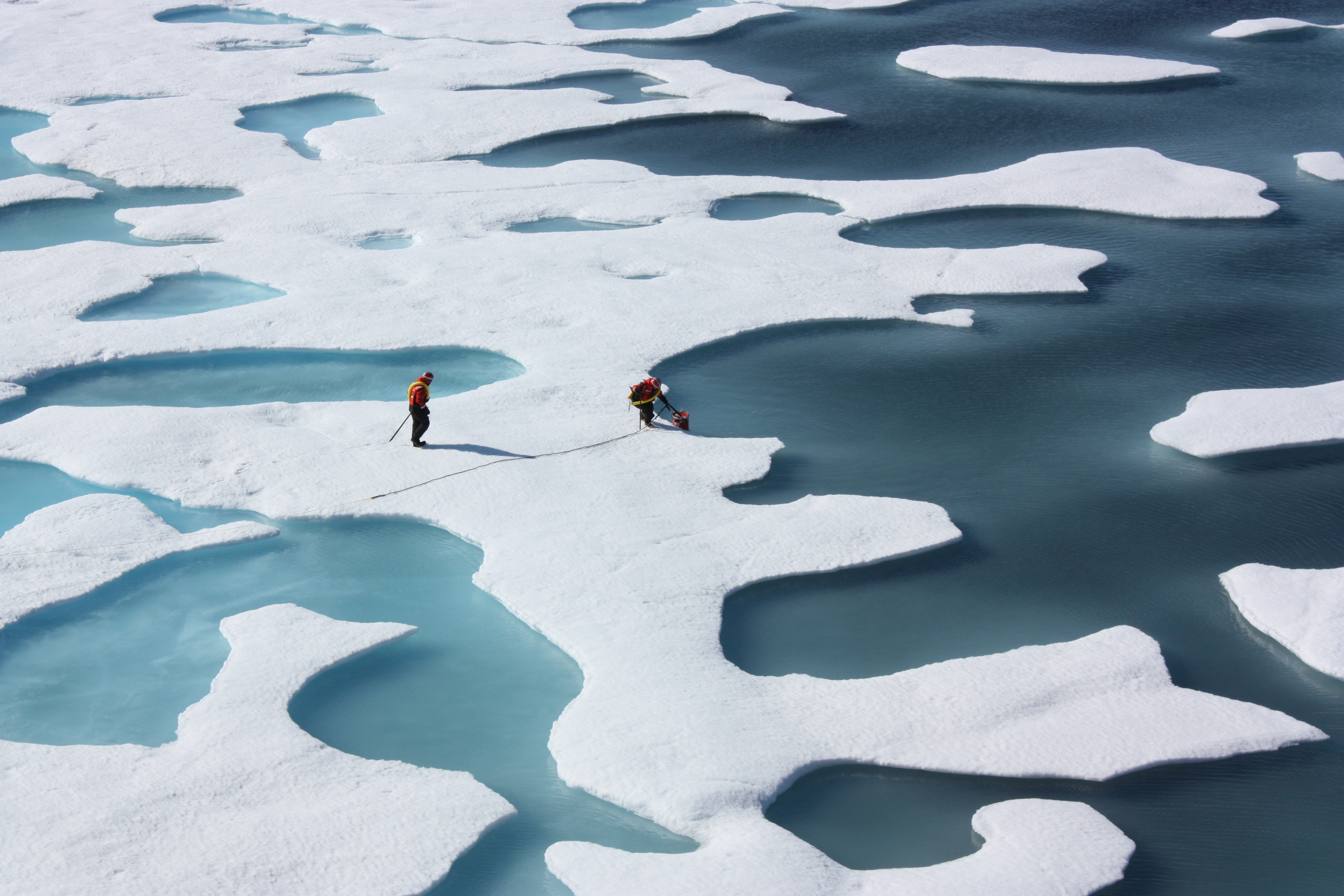
À medida que o gelo derrete, a água líquida se acumula em depressões na superfície e as aprofunda, formando esses lagos de derretimento no Ártico. Esses lagos de água doce são separados do mar salgado abaixo e ao redor, até que rachaduras no gelo os conectem.

Em 2021, o Sexto Relatório de Avaliação do IPCC afirmou com alta confiança que não há histerese nem ponto de inflexão na perda de gelo marinho de verão no Ártico.:1247–1251 Isso pode ser explicado pelo aumento da influência do feedback estabilizador em comparação com o feedback do albedo do gelo. Especificamente, o gelo marinho mais fino leva a uma maior perda de calor no inverno, criando um ciclo de feedback negativo que contrabalança o feedback positivo do albedo do gelo [en]. Assim, o gelo marinho se recuperaria mesmo após um verão verdadeiramente livre de gelo durante o inverno, e se o próximo verão ártico for menos quente, pode evitar outro episódio livre de gelo até um ano igualmente quente no futuro. No entanto, níveis mais altos de aquecimento global atrasariam a recuperação de episódios livres de gelo e os tornariam mais frequentes e precoces no verão. Um artigo de 2018 estimou que um setembro livre de gelo ocorreria uma vez a cada 40 anos com um aquecimento global de 1,5 grau Celsius, mas uma vez a cada 8 anos com 2 graus e uma vez a cada 1,5 anos com 3 graus.
Níveis muito altos de aquecimento global poderiam eventualmente impedir a reforma do gelo marinho ártico durante o inverno. Isso é conhecido como um inverno livre de gelo e, em última análise, equivale à perda total de gelo no Ártico ao longo do ano. Uma avaliação de 2022 concluiu que, ao contrário de um verão livre de gelo, isso pode representar um ponto de inflexão irreversível. Estimou-se que é mais provável que ocorra com cerca de 6,3 graus Celsius de aquecimento, embora possa acontecer com entre 4,5 °C e 8,7 °C. Em relação ao clima atual, um inverno livre de gelo adicionaria 0,6 grau, com um aquecimento regional entre 0,6 e 1,2 grau.

### Aquecimento amplificado no Ártico
A amplificação ártica e sua aceleração estão fortemente ligadas ao declínio do gelo marinho ártico: estudos de modelagem mostram que uma forte amplificação ártica ocorre apenas durante os meses em que há perda significativa de gelo marinho, desaparecendo em grande medida quando a cobertura de gelo simulada é mantida fixa. Por outro lado, a alta estabilidade da cobertura de gelo na Antártica, onde a espessura do Manto de Gelo da Antártica Oriental o eleva a quase 4 quilômetros acima do nível do mar, significa que esse continente não experimentou aquecimento líquido nas últimas sete décadas: a perda de gelo na Antártica e sua contribuição para o aumento do nível do mar são, em vez disso, impulsionadas inteiramente pelo aquecimento do Oceano Antártico, que absorveu de 35% a 43% do calor total captado por todos os oceanos entre 1970 e 2017.

### Impactos no clima extremo
Desde 2007, e especialmente em 2012 e inícios de 2013, as correntes de jato têm ocorrido a latitudes anormalmente baixas em todo o Reino Unido, perto do Canal da Mancha, rondando os 50º N, ao invés da sua aproximação mais usual a norte da Escócia  de latitude 60º N. Porém, entre 1979 e 2001, verificou-se que a posição média da corrente de jato tem-se impulsionado em direção ao norte a uma velocidade média de 1,25 km a cada ano em todo o Hemisfério Norte. Na América do Norte esse tipo de mudança pode ocasionar condições mais secas em todo o nível sul dos Estados Unidos, originando consequentemente ciclones tropicais mais frequentes e intensos nos trópicos. Semelhante desvio em direção ao pólo foi encontrado quando se analisava os Jatos do Hemisfério Sul sobre o mesmo período de tempo.

#### Gelo no Mar de Barents
O Mar de Barents é a parte do Ártico que aquece mais rapidamente, e algumas avaliações agora tratam o gelo do Mar de Barents como um ponto de inflexão separado do restante do gelo marinho ártico, sugerindo que ele poderia desaparecer permanentemente assim que o aquecimento global exceder 1,5 grau. Esse aquecimento rápido também facilita a detecção de possíveis conexões entre o estado do gelo marinho e as condições climáticas em outras áreas, mais do que em qualquer outra região. O primeiro estudo propondo uma conexão entre o declínio do gelo flutuante no Mar de Barents e no vizinho Mar de Kara e invernos mais intensos na Europa foi publicado em 2010, e desde então houve extensas pesquisas sobre o tema. Por exemplo, um artigo de 2019 atribui ao declínio do gelo no MBK 44% da tendência de resfriamento na Eurásia central entre 1995 e 2014, muito mais do que indicado pelos modelos, enquanto outro estudo daquele ano sugere que o declínio no gelo do MBK reduz a cobertura de neve no norte da Eurásia, mas a aumenta na Europa Central. Há também possíveis ligações com a precipitação de verão: uma conexão foi proposta entre a redução da extensão de gelo no MBK em novembro-dezembro e maior precipitação em junho no sul da China. Um artigo chegou a identificar uma conexão entre a extensão de gelo no Mar de Kara e a cobertura de gelo do Lago Chingai no Planalto Tibetano.
No entanto, a pesquisa sobre o gelo do MBK frequentemente enfrenta as mesmas incertezas que a pesquisa mais ampla sobre amplificação ártica/perda total de gelo marinho e a corrente de jato, sendo muitas vezes contestada pelos mesmos dados. Ainda assim, as pesquisas mais recentes encontram conexões estatisticamente robustas, porém não lineares: dois estudos separados publicados em 2021 indicam que, enquanto a perda de gelo no MBK no outono resulta em invernos mais frios na Eurásia, a perda de gelo durante o inverno torna os invernos eurasianos mais quentes; à medida que a perda de gelo no MBK acelera, o risco de extremos de inverno severos na Eurásia diminui, enquanto o risco de ondas de calor na primavera e no verão aumenta.

#### Outros possíveis impactos no clima
Em 2019, foi proposto que a redução do gelo marinho ao redor da Groenlândia no outono afeta a cobertura de neve durante o inverno eurasiano, intensificando as monções de verão na Coreia e indiretamente afetando as monções de verão na Índia.
Pesquisas de 2021 sugeriram que a perda de gelo no outono no Mar da Sibéria Oriental, Mar de Chukchi e Mar de Beaufort pode afetar a temperatura eurasiana na primavera. Uma redução de um desvio padrão no gelo marinho de outono nessa região diminuiria a temperatura média da primavera na Rússia central em quase 0,8 °C, aumentando a probabilidade de anomalias frias em quase um terço.

### Química atmosférica
Um estudo de 2015 concluiu que o declínio do gelo marinho ártico acelera as emissões de metano provenientes da tundra ártica. Entre 2005 e 2010, as emissões foram cerca de 1,7 milhão de toneladas mais altas do que seriam se o gelo marinho estivesse nos níveis observados entre 1981 e 1990. Um dos pesquisadores destacou: "A expectativa é que, com a continuidade do declínio do gelo marinho, as temperaturas no Ártico sigam aumentando, assim como as emissões de metano [en] das zonas úmidas do norte."
Fissuras no gelo marinho ártico expõem a água do mar ao ar, permitindo que o mercúrio presente na atmosfera seja absorvido pela água. Este processo aumenta a quantidade de mercúrio, uma toxina, na cadeia alimentar, impactando negativamente os peixes e os animais e pessoas que os consomem. O mercúrio está presente na atmosfera terrestre devido a causas naturais (ver ciclo do mercúrio) e também por emissões humanas.

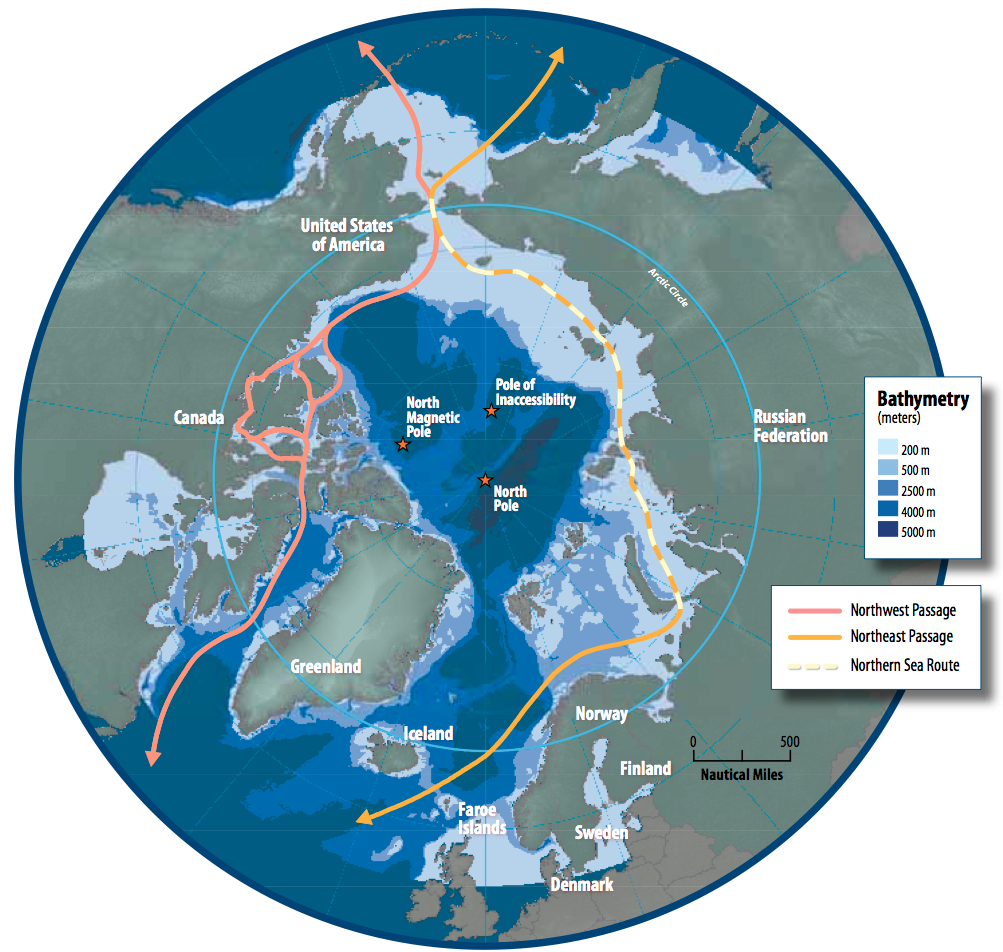
Mapa ilustrando diversas rotas de navegação no Ártico

### Navegação
As implicações econômicas dos verões sem gelo e da redução do volume de gelo no Ártico incluem um aumento no número de travessias pelas rotas de navegação do Oceano Ártico ao longo do ano. Este número passou de zero em 1979 para 400–500 ao longo do Estreito de Bering e mais de 40 pela Rota do Mar do Norte em 2013. É provável que o tráfego pelo Oceano Ártico aumente ainda mais. Um estudo inicial de James Hansen e colegas, publicado em 1981, sugeriu que um aquecimento de 5 a 10 °C — esperado como a faixa de variação da temperatura ártica correspondente ao dobro das concentrações de CO2 — poderia abrir a Passagem do Noroeste. Um estudo de 2016 concluiu que o aquecimento ártico e o declínio do gelo marinho levarão a "mudanças notáveis nos fluxos comerciais entre Ásia e Europa, desvio de comércio dentro da Europa, tráfego intenso de navegação no Ártico e uma queda significativa no tráfego pelo Canal de Suez. As mudanças projetadas no comércio também implicam uma pressão considerável sobre um ecossistema ártico já ameaçado."
Em agosto de 2017, o primeiro navio atravessou a Rota Marítima do Norte sem o uso de quebra-gelos. Também em 2017, o quebra-gelo finlandês MSV Nordica [en] estabeleceu um recorde como a travessia mais rápida da Passagem do Noroeste. Segundo o New York Times, isso sinaliza um aumento na navegação pelo Ártico, à medida que o gelo marinho derrete e facilita o tráfego marítimo. Um relatório de 2016 da Copenhagen Business School apontou que a navegação transártica em larga escala se tornará economicamente viável até 2040.

## Impactos na vida selvagem
A redução do gelo marinho ártico permitirá o acesso humano a zonas costeiras antes remotas, o que terá efeitos indesejáveis sobre os ecossistemas terrestres e colocará em risco espécies marinhas.
O declínio do gelo marinho tem sido associado à redução da floresta boreal na América do Norte, com a expectativa de que isso culmine em um regime de incêndios florestais mais intenso na região. A produção primária líquida anual do Mar de Bering Oriental aumentou de 40% a 50% devido a florescimentos de fitoplâncton durante anos quentes com o recuo precoce do gelo marinho.
Os ursos polares estão recorrendo a fontes alternativas de alimento porque o gelo marinho ártico derrete mais cedo e congela mais tarde a cada ano. Isso reduz o tempo disponível para caçar suas presas historicamente preferidas, os filhotes de foca, forçando-os a passar mais tempo em terra e caçar outros animais. Como resultado, a dieta tornou-se menos nutritiva, levando à redução do tamanho corporal e da reprodução, o que indica um declínio populacional dos ursos polares. O refúgio ártico é o principal habitat onde os ursos polares fazem seus covis, e o derretimento do gelo marinho ártico está causando a perda de espécies. Estima-se que existam apenas cerca de 900 ursos na área de conservação nacional do refúgio ártico.
À medida que o gelo ártico se degrada, micro-organismos produzem substâncias com diversos efeitos sobre o derretimento e a estabilidade. Certos tipos de bactérias nos poros do gelo podre [en] produzem substâncias semelhantes a polímeros, que podem influenciar as propriedades físicas do gelo. Uma equipe da Universidade de Washington que estuda este fenômeno sugere que esses polímeros podem ter um efeito estabilizador no gelo. Por outro lado, outros cientistas descobriram que algas e micro-organismos ajudam a produzir uma substância chamada crioconita [en] ou outros pigmentos que aceleram a degradação e aumentam o crescimento desses outros micro-organismos.

### Mapas
- NSIDC | Notícias sobre o gelo do mar Ártico (em inglês).
- Global Cryosphere Watch (em inglês).
- Mapas diários de gelo marinho AMSR2 (em inglês).